# Gmina Peqin
Gmina Peqin (alb. Bashkia Peqin) – gmina miejska położona w środkowej części Albanii. Administracyjnie należy do okręgu Peqin w obwodzie Elbasan. W 2011 roku populacja gminy wynosiła 6353 osób w tym 2815 kobiety oraz 3538 mężczyzn, z czego Albańczycy stanowili 80,28% mieszkańców, Romowie 1,27%, Egipcjanie 2,78%, a Grecy 0,17%. Na jej obszarze jeży stolica okręgu Peqin.